# Ribeira do Piauí
Ribeira do Piauí este un oraș în Piauí (PI), Brazilia.